# Col de la Croix Saint-Robert
Der Col de Croix Saint-Robert ist ein 1451 Meter hoher französischer Gebirgspass im Zentralmassiv. Er befindet sich in der Region Auvergne-Rhône-Alpes im Département Puy-de-Dôme und verbindet die Gemeinden Mont-Dore im Westen mit Chambon-sur-Lac im Osten.

## Lage und Streckenführung
Der Pass führt durch das Massiv der Monts Dore und befindet sich nördlich des Puy de Sancy. Der Pass verläuft parallel zum nördlicheren Col de la Croix Morand.
Die Westauffahrt von Mont-Dore ist sechs Kilometer lang und weist eine durchschnittliche Steigung von 6,3 % auf. Auf den ersten 2,5 Kilometern werden mit rund 7 % die höchsten Kilometerschnitte erreicht, ehe die Straße vor dem Campingplatz Domaine de la Grande Cascade für rund einen Kilometer auf etwa 5 % abflacht. Im oberen Teil folgen zwei Kilometer bei rund 6 %, bevor die letzten 500 Meter nahezu flach auf die Passhöhe führen. Auf der schmalen D36 wechseln sich längere Geraden mit langgezogenen Kurven ab und es wird sowohl offenes als auch bewaldetes Gebiet befahren.
Die Ostauffahrt von Chambon-sur-Lac ist mit 9,9 Kilometern deutlich länger. Die durchschnittliche Steigung liegt bei 6,6 %. Auf den ersten zwei Kilometern verläuft die Auffahrt auf der D996, ehe man links auf die schmalere D636 abbiegt. Etwa zur Hälfte des Anstiegs flacht die Straße kurzfristig ab, ehe die letzten Kilometer auf der D36 absolviert werden. Im oberen Teil liegen die Steigungsprozente zwischen 6 und 7 %. Die kurvenreiche Auffahrt führt großteils über offenes Terrain.

## Radsport
Die Tour de France führte im Jahr 2011 erstmals über den Col de la Croix Saint-Robert. Der Pass wurde im Finale der 8. Etappe überquert, ehe das Ziel in Super Besse zu Ende ging. Die Westauffahrt von Mont-Dore wurde als Bergwertung der 2. Kategorie klassifiziert, wobei der Amerikaner Tejay van Garderen über die Passhöhe führte. Im Jahr 2023 wurde die Westauffahrt auf der 10. Etappe erneut absolviert. Die Bergwertung der 2. Kategorie sicherte sich der Franzose Warren Barguil.
Im Jahr 2025 wird die Tour de France im Rahmen der 10. Etappe am 14. Juli erstmals über die Ostauffahrt des Col de la Croix-Saint Robert führen. Auf der Passhöhe wird eine Bergwertung der 2. Kategorie abgenommen, ehe es nach der anschließenden Abfahrt zur Skistation von Mont-Dore geht.
| Jahr | Etappe     | Bergwertung  | Fahrer             | Auffahrt |
| ---- | ---------- | ------------ | ------------------ | -------- |
| 2011 | 08. Etappe | 2. Kategorie | Tejay van Garderen | West     |
| 2023 | 10. Etappe | 2. Kategorie | Warren Barguil     | West     |
| 2025 | 10. Etappe | 2. Kategorie | Ben Healy          | Ost      |